# II Divisão de 1989–90
A II Divisão 1989–90 foi a 56ª edição da II Divisão, o 2º escalão do futebol em Portugal. Foi a última edição da II Divisão enquanto segundo escalão do futebol português, dado que esse lugar passou a ser ocupada pela nova competição, a Segunda Divisão de Honra (contendo apenas uma divisão nacional) introduzida na época seguinte. 

O Gil Vicente ganhou a zona norte, Salgueiros ganhou a zona centro e o Farense ganhou a zona sul, tendo o Salgueiros se sagrado campeão nacional da II Divisão

## II Divisão Norte
| Pos | Equipa          | J  | V  | E  | D  | GM | GS | Diff | Pts | Qualificação                      |
| --- | --------------- | -- | -- | -- | -- | -- | -- | ---- | --- | --------------------------------- |
| 1   | Gil Vicente     | 34 | 22 | 5  | 7  | 51 | 25 | +6   | 49  | Apuramento de Campeão             |
| 2   | Famalicão       | 34 | 18 | 11 | 5  | 55 | 24 | +31  | 47  | Segunda Divisão de Honra          |
| 3   | Desportivo Aves | 34 | 19 | 7  | 8  | 50 | 29 | +21  | 45  | Segunda Divisão de Honra          |
| 4   | Paços Ferreira  | 34 | 18 | 6  | 10 | 58 | 35 | +23  | 42  | Segunda Divisão de Honra          |
| 5   | Maia            | 34 | 15 | 11 | 8  | 48 | 33 | +15  | 41  | Segunda Divisão de Honra          |
| 6   | Freamunde       | 34 | 14 | 12 | 8  | 45 | 35 | +10  | 40  | Segunda Divisão de Honra          |
| 7   | Varzim          | 34 | 15 | 8  | 11 | 46 | 36 | +10  | 38  | Segunda Divisão de Honra          |
| 8   | Leixões         | 34 | 13 | 9  | 12 | 46 | 42 | +4   | 35  | Play-off Segunda Divisão de Honra |
| 9   | Fafe            | 34 | 13 | 8  | 13 | 40 | 32 | +8   | 34  |                                   |
| 10  | Rio Ave         | 34 | 10 | 11 | 13 | 44 | 47 | -3   | 31  |                                   |
| 11  | Felgueiras      | 34 | 11 | 9  | 14 | 32 | 46 | -14  | 31  |                                   |
| 12  | Bragança        | 34 | 12 | 7  | 15 | 39 | 52 | -13  | 31  |                                   |
| 13  | Infesta         | 34 | 11 | 8  | 15 | 52 | 57 | -5   | 30  |                                   |
| 14  | Joane           | 34 | 9  | 11 | 14 | 30 | 40 | -10  | 29  |                                   |
| 15  | Vizela          | 34 | 10 | 7  | 17 | 35 | 46 | -11  | 27  | Liguilha II Div B/III Div.        |
| 16  | Vianense        | 34 | 10 | 6  | 18 | 36 | 52 | -16  | 26  | Liguilha II Div B/III Div.        |
| 17  | Trofense        | 34 | 7  | 8  | 19 | 29 | 60 | -31  | 22  | Liguilha II Div B/III Div.        |
| 18  | Marco           | 34 | 3  | 8  | 23 | 18 | 63 | -45  | 14  | Liguilha II Div B/III Div.        |

## II Divisão Centro
| Pos | Equipa                 | J  | V  | E  | D  | GM | GS | Diff | Pts | Qualificação                      |
| --- | ---------------------- | -- | -- | -- | -- | -- | -- | ---- | --- | --------------------------------- |
| 1   | Salgueiros             | 34 | 22 | 7  | 5  | 82 | 24 | +58  | 51  | Apuramento de Campeão             |
| 2   | Sporting Espinho       | 34 | 23 | 4  | 7  | 65 | 21 | +44  | 50  | Segunda Divisão de Honra          |
| 3   | União Leiria           | 34 | 20 | 9  | 5  | 61 | 18 | +43  | 49  | Segunda Divisão de Honra          |
| 4   | Académica              | 34 | 19 | 5  | 10 | 55 | 34 | +21  | 43  | Segunda Divisão de Honra          |
| 5   | Académico Viseu        | 34 | 17 | 8  | 9  | 56 | 32 | +24  | 42  | Segunda Divisão de Honra          |
| 6   | Águeda                 | 34 | 15 | 8  | 11 | 43 | 36 | +7   | 38  | Segunda Divisão de Honra          |
| 7   | Benfica Castelo Branco | 34 | 13 | 9  | 12 | 36 | 42 | -6   | 33  | Segunda Divisão de Honra          |
| 8   | Mirense                | 34 | 13 | 9  | 12 | 42 | 39 | +3   | 33  | Play-off Segunda Divisão de Honra |
| 9   | Marialvas              | 34 | 12 | 9  | 13 | 31 | 34 | -3   | 33  |                                   |
| 10  | Sporting Covilhã       | 34 | 15 | 3  | 16 | 39 | 43 | -4   | 33  |                                   |
| 11  | União Lamas            | 34 | 15 | 2  | 17 | 46 | 49 | -3   | 32  |                                   |
| 12  | Mangualde              | 34 | 14 | 2  | 18 | 45 | 56 | -11  | 30  |                                   |
| 13  | Caldas                 | 34 | 13 | 4  | 17 | 33 | 52 | -19  | 30  |                                   |
| 14  | Guarda                 | 34 | 12 | 5  | 17 | 29 | 55 | -26  | 29  |                                   |
| 15  | Oliveirense            | 34 | 11 | 6  | 17 | 37 | 45 | -7   | 28  | Liguilha II Div B/III Div.        |
| 16  | CD Lousanense          | 34 | 10 | 7  | 17 | 37 | 59 | -22  | 27  | Liguilha II Div B/III Div.        |
| 17  | Oliveira Bairro        | 34 | 3  | 10 | 21 | 24 | 68 | -44  | 16  | Liguilha II Div B/III Div.        |
| 18  | Peniche                | 34 | 3  | 5  | 26 | 16 | 70 | -54  | 11  | Liguilha II Div B/III Div.        |

## II Divisão Sul
| Pos | Equipa              | J  | V  | E  | D  | GM | GS | Diff | Pts | Qualificação                      |
| --- | ------------------- | -- | -- | -- | -- | -- | -- | ---- | --- | --------------------------------- |
| 1   | Farense             | 33 | 24 | 5  | 4  | 76 | 22 | +54  | 53  | Apuramento de Campeão             |
| 2   | Barreirense         | 34 | 21 | 5  | 8  | 55 | 24 | +31  | 47  | Segunda Divisão de Honra          |
| 3   | Louletano           | 34 | 18 | 10 | 6  | 51 | 25 | +36  | 46  | Segunda Divisão de Honra          |
| 4   | O Elvas             | 34 | 18 | 8  | 8  | 52 | 25 | +27  | 44  | Segunda Divisão de Honra          |
| 5   | Torreense           | 34 | 17 | 9  | 8  | 54 | 24 | +30  | 43  | Segunda Divisão de Honra          |
| 6   | Estoril             | 34 | 15 | 12 | 7  | 36 | 29 | +7   | 42  | Segunda Divisão de Honra          |
| 7   | Lusitano VRSA       | 34 | 13 | 15 | 6  | 41 | 24 | +17  | 41  | Segunda Divisão de Honra          |
| 8   | Juventude Évora     | 33 | 12 | 12 | 9  | 41 | 44 | -3   | 36  | Play-off Segunda Divisão de Honra |
| 9   | Alverca             | 34 | 13 | 10 | 11 | 42 | 42 | 0    | 36  |                                   |
| 10  | Olhanense           | 34 | 12 | 10 | 12 | 38 | 38 | 0    | 34  |                                   |
| 11  | Silves              | 34 | 9  | 14 | 11 | 34 | 32 | +2   | 32  |                                   |
| 12  | Lusitano Évora      | 34 | 8  | 12 | 14 | 41 | 54 | -13  | 28  |                                   |
| 13  | Seixal              | 34 | 10 | 7  | 17 | 30 | 52 | -22  | 27  |                                   |
| 14  | Atlético            | 34 | 9  | 7  | 18 | 39 | 46 | -7   | 25  |                                   |
| 15  | Olivais e Moscavide | 34 | 9  | 7  | 18 | 32 | 55 | -23  | 25  | Liguilha II Div B/III Div.        |
| 16  | Portalegrense       | 34 | 6  | 11 | 17 | 31 | 73 | -42  | 23  | Liguilha II Div B/III Div.        |
| 17  | Sintrense           | 34 | 5  | 7  | 22 | 22 | 65 | -43  | 17  | Liguilha II Div B/III Div.        |
| 18  | Samora Correia      | 34 | 1  | 11 | 22 | 19 | 60 | -41  | 14  | Liguilha II Div B/III Div.        |

## Apuramento de Campeão
| Pos | Equipe         | Pts | J | V | E | D | GP | GC | SG | Promovido                     |
| --- | -------------- | --- | - | - | - | - | -- | -- | -- | ----------------------------- |
| 1   | Salgueiros (C) | 5   | 4 | 2 | 1 | 1 | 6  | 3  | +3 | Promotion to Primeira Divisão |
| 2   | Gil Vicente    | 4   | 4 | 1 | 2 | 1 | 1  | 3  | −2 | Promotion to Primeira Divisão |
| 3   | Farense        | 3   | 4 | 0 | 3 | 1 | 2  | 3  | −1 | Promotion to Primeira Divisão |

## Play-off Divisão Honra
| Pos | Equipe          | Pts | J | V | E | D | GP | GC | SG | Classificado             |
| --- | --------------- | --- | - | - | - | - | -- | -- | -- | ------------------------ |
| 1   | Leixões (P)     | 4   | 2 | 2 | 0 | 0 | 5  | 3  | +2 | Segunda Divisão de Honra |
| 2   | Mirense         | 2   | 2 | 1 | 0 | 1 | 4  | 4  | 0  |                          |
| 3   | Juventude Évora | 0   | 2 | 0 | 0 | 2 | 4  | 6  | −2 |                          |

## Liguilha II Div B/III Div.
Os 4 últimos classificados de cada série disputaram uma liguilha com os 6º classificados das 6 series da III Divisão e os 2 melhores 7º classificados das 6 series da III Divisão (CD Fátima e o Moura), a uma só mão. Os 10 vencedores qualificaram-se para a II Divisão B de 1990–91, enquanto os derrotados disputaram a III Divisão em 1990–91.
| Visitado            | Resultado      | Visitante           |
| ------------------- | -------------- | ------------------- |
| Peniche             | 0–2            | Leça                |
| Samora Correia      | 1-3            | Sintrense           |
| Torres Novas        | 1-2            | CD Lousanense       |
| Moura               | 0-2            | Marco               |
| Portalegrense       | 0-1            | Trofense            |
| Loures              | 2-0            | Almansilense        |
| Amadores de Caminha | 0-5            | Oliveirense         |
| Vizela              | 2-0            | CD Fátima           |
| União de Coimbra    | 1-1 (3-1 g.p.) | Vianense            |
| Oliveira Bairro     | 1-2 a.p.       | Olivais e Moscavide |

1. ↑  «Portugal - Table of Honor - soccerlibrary.free.fr» (PDF). Soccer Library. Consultado em 30 de abril de 2012